# Governo Ódor
Il Governo Ódor è stato il terzo governo dell'VIII Legislatura della Repubblica Slovacca, in carica per un totale di 5 mesi e 10 giorni dal 15 maggio al 25 ottobre 2023. È succeduto al Governo Heger. 
Rispetto al governo precedente, la quasi totalità dei ministri non era affiliata ad alcun partito, tranne per tre di loro affiliati a partiti extraparlamentari, vista anche la natura transitoria dell’esecutivo.

## Storia

### Formazione
Il Governo si è formato poco dopo le dimissioni del Governo Heger, quando la Presidente della Repubblica Zuzana Čaputová, ha incaricato Ľudovít Ódor, economista e vice governatore della Banca nazionale di Slovacchia, di istituire un governo di tecnici per guidare la Slovacchia fino alle elezioni legislative dello stesso anno. Il Governo si è dunque formato il 15 maggio 2023.

### Dimissioni
Il 15 giugno 2023, non avendo ricevuto la fiducia dal Consiglio nazionale della Repubblica Slovacca, il governo è stato costretto, ai sensi dell’Art. 115, § (1) della Costituzione, alle dimissioni. È rimasto tuttavia in carica come governo provvisorio a capacità limitata ai sensi del § (2) dello stesso articolo.

## Situazione parlamentare
Dopo aver formato il Governo, ai sensi della Costituzione della Repubblica Slovacca (ex Art. 113), il Governo avrebbe avuto 30 giorni di tempo per richiedere pieni poteri ordinari al Consiglio nazionale della Repubblica Slovacca, poiché senza l’autorizzazione parlamentare sarebbe rimasto con poteri limitati e parziali. 
Il primo ministro Ľudovít Ódor ha perciò dichiarato che avrebbe discusso le priorità del suo governo con i rappresentanti dei partiti politici, ricevendo un’approvazione temporanea dai partiti SaS e PS, mentre HLAS-SD, così come il resto dell’opposizione hanno rifiutato di appoggiare il governo. L'atteggiamento degli ex-alleati OĽaNO e SME RODINA è invece rimasto ambiguo.
A causa dunque della situazione parlamentare complessa, in cui era difficile ricercare una maggioranza, si è anche diffusa l’opinione secondo cui il governo provvisorio avrebbe potuto non ricevere un voto di fiducia, rimanendo comunque in carica come governo provvisorio temporaneo. Difatti, il 15 giugno 2023, il Governo si è presentato in Parlamento, ma non ha ricevuto la fiducia, essendo i favorevoli solo 24 su 150.

## Composizione
Indipendenti
| Carica | Titolare | Titolare | Titolare                                       | Partito      |
| --- | -------- | -------- | ---------------------------------------------- | ------------ |
| Presidente del Governo                                                                                        |          |          | Ľudovít Ódor                                   | Indipendente |
| Vice Presidente del Governo (per la gestione del Piano Nazionale di Ripresa e Resilienza e dei fondi europei) |          |          | Lívia Vašáková                                 | Indipendente |
| Ministro per gli investimenti, lo sviluppo regionale e la digitalizzazione                                    |          |          | Peter Balík                                    | Indipendente |
| Ministro dell'interno                                                                                         |          |          | Ivan Šimko (fino al 19 luglio 2023)            | Indipendente |
| Ministro dell'interno                                                                                         |          |          | Ľudovít Ódor (ad interim) (dal 19 luglio 2023) | Indipendente |
| Ministro della sanità                                                                                         |          |          | Michal Palkovič                                | Indipendente |
| Ministro della difesa                                                                                         |          |          | Martin Sklenár                                 | Indipendente |
| Ministro della giustizia                                                                                      |          |          | Jana Dubovcová                                 | Indipendente |
| Ministro degli affari esteri ed europei                                                                       |          |          | Miroslav Wlachovský                            | Indipendente |
| Ministro dell'agricoltura e sviluppo rurale                                                                   |          |          | Jozef Bíreš                                    | Indipendente |
| Ministro dell'ambiente                                                                                        |          |          | Milan Chrenko                                  | Indipendente |
| Ministro della cultura                                                                                        |          |          | Silvia Hroncová                                | Indipendente |
| Ministro dei trasporti e dei lavori pubblici                                                                  |          |          | Pavol Lančarič                                 | Indipendente |
| Ministro del lavoro, degli affari sociali e della famiglia                                                    |          |          | Soňa Gaborčáková                               | Indipendente |
| Ministro dell'educazione, della scienza, della ricerca e dello sport                                          |          |          | Daniel Bútora                                  | Indipendente |